# Иоанникий (Микрицкий)
Епископ Иоанникий (в миру Иван Тимофеевич Микрицкий; 1731, Успенский погост, Новгородский уезд — 29 декабря 1786, Новгород) — епископ Русской православной церкви, епископ Олонецкий и Каргопольский.

## Биография
Сын диакона. В 1738 году взят был с другими священно- и церковнослужительскими детьми в Новгородскую семинарию, в которой состоял преподавателем с 1750 по 1762 годы (окончил полный курс в 1754 году).
11 апреля 1758 года пострижен в монашество, в том же году произведён во иеромонаха.
14 января 1760 года произведён во игумена Новгородского Михайловского Сковородского монастыря.
2 февраля 1762 года произведён в архимандрита Троицкого данилова монастыря и назначен ректором Переяславской семинарии.
15 октября 1768 года перемещён в Юрьевский монастырь, а в 1773 году определён членом Новгородской духовной консистории.
2 апреля 1775 году назначен викарием Новгородской епархии епископом Олонецким и Каргопольским, епископская хиротония состоялась 17 мая.
10 марта 1782 года уволен по болезни на покой в Хутынский монастырь с пенсией в 500 руб., перемещён затем в Юрьев монастырь, где и скончался 29 декабря 1786 года. Похоронен в Паперти Георгиевского собора.